# Offley
Offley è una parrocchia civile dell'Inghilterra, appartenente alla contea dell'Hertfordshire.